# IVC 12
IVC 12 - The New Generation of Middleweights foi o décimo-segundo evento do International Vale Tudo Championship. Juntamente com o IVC 13 - The New Generation of Lightweights foi um evento duplo realizado no dia 26 de Agosto de 1999, em São Paulo.